# Megalaemyia costalis
Megalaemyia costalis är en tvåvingeart som beskrevs av Friedrich Georg Hendel 1909. Megalaemyia costalis ingår i släktet Megalaemyia och familjen fläckflugor.
Artens utbredningsområde är Bolivia. Inga underarter finns listade i Catalogue of Life.